# Надь, Грегори
Грегори Надь (англ. Gregory Nagy, первоначально Гергей Надь, венг. Nagy Gergely; род. 1942 в Будапеште) — американский филолог венгерского происхождения.
Окончил Университет Индианы, затем защитил диссертацию в Гарвардском университете (1966). В настоящее время профессор классической филологии Гарвардского университета, специализируется на Гомере и архаической греческой поэзии. Он известен как учёный, оказавший значительное влияние на развитие «устной теории» Милмэна Пэрри и Альберта Лорда. С 2000 года является директором «Center for Hellenic Studies».
Член Группы греческих учёных Бостона (2014).

## Научные работы

### Книги
Без соавторов:
- Nagy, Gregory, Homer’s Text And Language (University of Illinois Press, 2004)
- Nagy, Gregory, Homeric Responses (University of Texas Press, 2003)
- Nagy, Gregory, Plato’s Rhapsody and Homer’s Music : The Poetics of the Panathenaic Festival in Classical Athens (Harvard University Press, 2002)
- Nagy, Gregory ed., Greek Literature (Taylor and Francis, London, 2001); ch. 14 was reprinted without the author’s explicit permission; the editor has subsequently apologized to the author, without offering any financial compensation.
- Nagy, Gregory, The Best of the Achaeans: Concepts of the Hero in Archaic Greek Poetry, Revised Edition (Johns Hopkins University Press, 1998; original publication, 1979)
- Nagy, Gregory, Poetry as performance. Homer and beyond. (Cambridge University Press, 1996)
- Nagy, Gregory, Homeric Questions (University of Texas Press, 1996)
- Nagy, Gregory, Greek Mythology and Poetics (Cornell University Press, 1990) (в русском переводе Надь Г. 2002: Греческая мифология и поэтика. М.)
- Nagy, Gregory, Pindar’s Homer: The Lyric Possession of an Epic Past Архивная копия от 15 сентября 2016 на Wayback Machine (Johns Hopkins University Press, 1990)
- Nagy, Gregory, Comparative Studies in Greek and Indic Meter (Harvard University Press, 1974)
- Nagy, Gregory, Greek Dialects and the Transformation of an Indo-European Process (Harvard University Press, 1970)

С соавторами:
- Victor Bers and Nagy, G. eds., The Classics In East Europe: From the End of World War II to the Present (American Philological Association Pamphlet Series, 1996)
- Nicole Loraux, Nagy, G., and Slatkin, L., eds., Postwar French Thought vol. 3, Antiquities (New Press, 2001)

### Статьи
- Nagy, Gregory, "The Crisis of Performance, " in The Ends of Rhetoric: History, Theory, Practice (ed. J. Bender and D.E. Wellbery; Stanford 1990) 43-59
- Nagy, Gregory, «Distortion diachronique dans l’art homérique: quelques précisions» in Constructions du temps dans le monde ancien (ed. C. Darbo-Peschanski; Paris 2000) 417—426.
- Nagy, Gregory, "The Professional Muse and Models of Prestige in Ancient Greece, " Cultural Critique 12 (1989) 133—143
- Nagy, Gregory, Early Greek Views of Poets and Poetry, " in The Cambridge History of Literary Criticism, vol. 1 (ed. G. Kennedy; Cambridge 1989; paperback 1993) 1-77